# Diores rectus
Diores rectus är en spindelart som beskrevs av Rudy Jocqué 1990. Diores rectus ingår i släktet Diores och familjen Zodariidae. Inga underarter finns listade i Catalogue of Life.